# 仇牧
仇牧（？—前682年），中国春秋時期宋国大夫。
前683年，乘丘之役，南宫长万被鲁国俘虏。放回国後，受到宋閔公的奚落。前682年秋八月甲午，南宫长万杀死宋閔公。在城门口打死了仇牧。在东宫之西杀了太宰华督，立宋子游为君。
十月，萧叔大心等宋国公族杀死南宫牛、南宫长万、子游，拥立宋桓公。